# Triglops jordani
Triglops jordani är en fiskart som först beskrevs av Jordan och Starks, 1904.  Triglops jordani ingår i släktet Triglops och familjen simpor. Inga underarter finns listade i Catalogue of Life.